# Poker en 1986
Cet article résume les événements liés au monde du poker en 1986.

## Tournois majeurs

### World Series of Poker 1986
Berry Johnston remporte le Main Event.

### Super Bowl of Poker 1986
Billy Walter remporte le Main Event.

## Poker Hall of Fame
Henry Green est intronisé.